# 觀音區
25°2′10.70″N 121°4′54.10″E / 25.0363056°N 121.0816944°E
觀音區，舊稱「石觀音」，前身「觀音鄉」，位於臺灣桃園市西部沿海。東臨大園區、中壢區，南邊與新屋區相臨，西濱臺灣海峽。區內人口約7.6萬人，人口主要分布於觀音市區、草漯及新坡三大聚落中，居民大多屬客家族群。當地原為農業鄉鎮，1970年代以後隨著臺灣工業的蓬勃發展而設立工業區，境內有觀音工業區和新創的桃園科技工業園區。觀音區也盛產蓮花，每年夏天會舉辦蓮花季。

## 歷史
觀音區舊稱「石觀音」，係於1860年一名竹北二堡石牌嶺（今屬新屋區）的農民往返耕作途中，在當地的小溪中撿到一顆酷似觀音佛的天然石，供奉瞻拜，故名。直至1920年設庄時，石觀音改稱「觀音」:51。
日治時期，1895年，觀音屬臺北縣新竹支廳，一部份隸屬桃澗堡，一部份則隸屬竹北二堡。1896年3月，全臺設3縣1廳，觀音隸屬臺北縣:308。1901年11月改為20廳，屬桃園廳:309。1920年改訂地方制度，廢廳置州，全臺灣設5州2廳3市，觀音隸屬新竹州中壢郡:310。
二戰後1946年，隸屬新竹縣中壢區觀音鄉:312。1950年，桃園立縣，與新竹縣分治，觀音鄉改隸桃園縣:313。之後境內村數歷經兩次變更:314，至2014年1月1起，觀音鄉共轄24個村；12月25日因應桃園縣改制為直轄市，觀音鄉改制為「觀音區」。

## 地理

### 地形
觀音區屬於桃園沖積扇的一部分。

### 水文
- 河川：富林溪、大堀溪、觀音溪、新屋溪。
- 灌溉系統：桃園大圳（大漢溪）。

### 人口
根據桃園市政府觀音區戶政事務所統計，2024年底觀音區戶數約3萬戶，人口約7.6萬人，區內人口最多與最少的里分別是草新里與新興里，2024年底兩里人口分別為8,276人與885人。2024年底，觀音區人口中0至14歲人口佔比約有12.64%，15至64歲人口佔比約有72.45%，65歲以上人口則佔比約有14.91%，是桃園市青壯年人口佔比最高的行政區。

## 政治

### 歷任首長

#### 鄉長
| 任次 | 姓名   | 備註     |
| ---- | ------ | -------- |
| 1    | 古萬桂 |          |
| 2    | 黃阿壁 |          |
| 3    | 廖德景 |          |
| 4    | 廖德景 |          |
| 5    | 許金燦 |          |
| 6    | 許金燦 |          |
| 7    | 廖運清 |          |
| 8    | 黃金春 |          |
| 9    | 黃金春 |          |
| 10   | 李文貴 |          |
| 11   | 李文貴 |          |
| 12   | 郭榮宗 |          |
| 13   | 郭榮宗 | 當選立委 |
| 13   | 張永輝 |          |
| 14   | 張永輝 | 解職     |
| 14   | 黃茂實 | 補選     |
| 15   | 黃茂實 |          |
| 16   | 歐炳辰 |          |

#### 區長（指派）
| 任次 | 姓名   | 備註 |
| ---- | ------ | ---- |
| 1    | 洪清淵 |      |
| 2    | 林國甯 |      |
| 3    | 劉草典 | 現任 |

### 區政組織
觀音區公所是桃園市政府在觀音區的派出機關，在中華民國政府架構中為市政府綜理區政的執行機關，上級業務監督機關為桃園市政府。区长由市長任命，其任期為無任期保障。在區長及主任秘書之下，設有5課4室等9個內部單位。觀音區為桃園市議會第十二選區，在市議會的63席市議員中，觀音區共選出2席區域市議員（不含平地原住民與山地原住民議員）。

### 行政區

#### 沿革
現今觀音區行政範圍的確立，來自於1920年，日本將臺灣十二廳改為五州二廳，設觀音庄屬新竹州中壢郡。觀音庄轄茄苳坑、大潭、觀音、三座屋、坑尾、坡寮、白沙屯、樹林仔、新坡、上大堀、下青埔、草漯、塔子腳、崙坪、下大堀、苦苓腳等16個大字。1945年，改為「觀音鄉」，屬新竹縣中壢區。1950年，調整行政區域並裁撤區署，觀音鄉改隸新成立的桃園縣:84。2014年12月25日，桃園縣改制為直轄市，觀音鄉改制為市轄區「觀音區」，隸屬桃園市。
觀音區共轄24里，其行政區域分布情形為：
| 次分區 | 里名   | 里名   | 里名   | 里名   | 里名   | 里名   | 里名   | 里名   | 里名   |
| ------ | ------ | ------ | ------ | ------ | ------ | ------ | ------ | ------ | ------ |
| 觀音區 | 觀音里 | 廣興里 | 白玉里 | 武威里 | 保生里 | 坑尾里 | 三和里 | 新興里 | 大潭   |
| 草漯區 | 草漯里 | 富林里 | 樹林里 | 保障里 | 塔腳里 | 草新里 |        |        |        |
| 新坡區 | 新坡里 | 大同里 | 崙坪里 | 廣福里 | 上大里 | 藍埔里 | 富源里 | 金湖   | 大堀里 |

#### 次分區

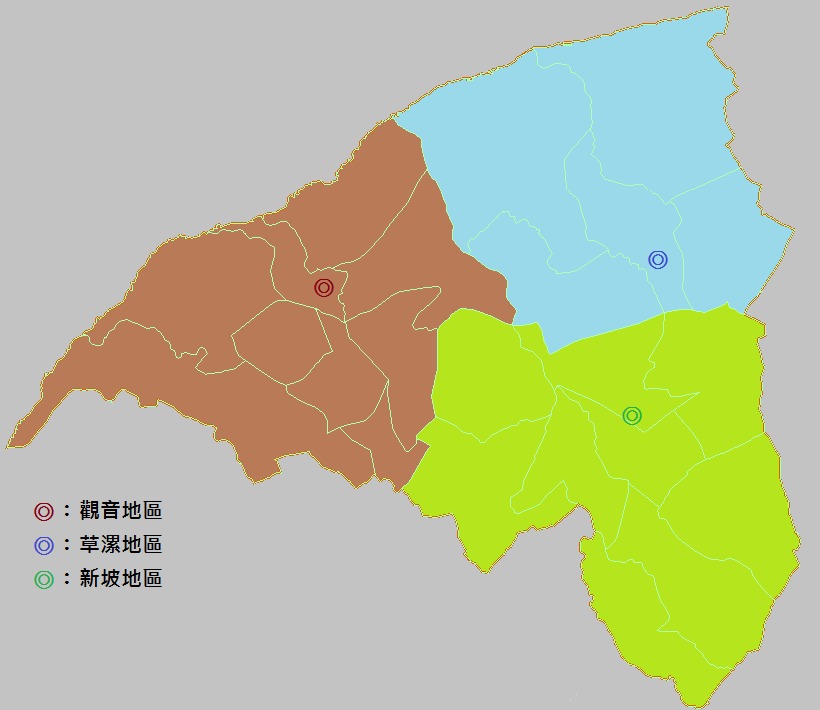
觀音區的次分區

- 觀音次分區指大堀溪以南，坑尾以西地帶，包括觀音、白沙屯、大潭、茄苳坑、三座屋、坑尾地段及坡寮一部分。早年移墾較其他二區有成就故庄役場設於觀音次分區。但日治時代後，交通改道，發展變緩[6]:48。
- 草漯次分區位於觀音區東北角，指大堀溪以東地帶；範圍最小，是觀音區開發最早的地區。草漯素來與大園區有深厚感情，因其居民大多同為台灣閩南人，而觀音區則以台灣客家人為主，位於草漯村內，供奉主神為媽祖的草漯保障宮更是香火鼎盛，已有兩百多年的歷史，是當地居民信仰中心，而且廟內建築格局奇特，參拜時不需爬高爬低，僅需要一炷香就能拜眾神，因此，草漯保障宮有「通天香」的美名。而現今草漯里由於農地重劃，釋出150公頃的建地，成為桃園航空城被徵收戶的標的，房價已大幅攀升[13]。
- 新坡次分區包括新坡、上下大堀、苦練腳、下青埔、崙坪及坡寮一部分。發展迅速是在日治時代以後，尤其大正十三年（1924年）桃園大圳完成後，農村的繁榮，使其與觀音次分區立於分庭抗禮之地位；觀音次分區雖為行政中心，但全區的農會和郵局卻在新坡。公路交通發達後，新坡以接近中壢，地當中壢往觀音中途，且為南北往新屋、大園道路交會點，市況繁榮超過觀音。此次分區因毗鄰中壢，富源里部份區域被劃入中壢都會區都市計畫區。

## 文化

### 藝文活動
- 桃園蓮花季

### 宗教信仰
- 觀音甘泉寺，供奉觀世音菩薩，香火鼎盛，十分靈驗。
- 草漯保障宮，位於草漯里，主神供奉媽姐，香火十分鼎盛。
- 觀音復興宮：位於臺灣桃園市觀音區觀音工業區的開漳聖王廟，前身為大溪區的阿姆坪復興宮。
- 石橋應天宮，主神供奉關聖帝君。
- 協天宮，主神供奉關聖帝君，在地的居民稱關平爺公廟。
- 理教石橋復興宮，主神供奉開漳聖王。
- 觀音永興宮，主神供奉天上聖母。
- 正大宮，主神供奉五年千歲十二王爺。
- 溥濟宮，主神供奉保生大帝，俗稱保生廟。
- 慈母宮，主神供奉驪山老母、王母娘娘、地母娘娘、觀音菩薩、九天玄女。

### 語言
觀音的本土語言以臺灣客家語海陸腔及臺灣閩南語偏漳腔為主。
- 富源，臺灣閩南語、臺灣客家語。
- 白玉，臺灣閩南語、臺灣客家語。
- 大潭，臺灣閩南語、臺灣客家語。
- 草漯，臺灣閩南語。
- 崙坪，臺灣閩南語。
- 上大，臺灣閩南語。
- 新坡，臺灣閩南語。

## 教育
大潭發電廠坐落於觀音區，桃園市政府以發電廠回饋金實施國中、國小學生免費營養午餐。

### 大專院校
觀音區現有為國立臺灣海洋大學（桃園觀音校區）一校，於2018年11月1日揭牌。

### 公立高級中學
- 桃園市立觀音高級中等學校一校，並附設國中部。

### 國民中學
- 桃園市立觀音國民中學
- 桃園市立草漯國民中學

### 國民小學
- 桃園市觀音區觀音國民小學
- 桃園市觀音區上大國民小學
- 桃園市觀音區大潭國民小學
- 桃園市觀音區育仁國民小學
- 桃園市觀音區保生國民小學
- 桃園市觀音區草漯國民小學
- 桃園市觀音區崙坪國民小學
- 桃園市觀音區新坡國民小學
- 桃園市觀音區富林國民小學
- 桃園市觀音區樹林國民小學

## 交通

### 省道
- 台15線：西濱公路
- 台61線：西濱快速公路
  - 33 草漯草漯交流道
  - 38 桃科桃科交流道
  - 42 觀音觀音交流道
- 台66線：東西向快速公路（觀音－大溪線）
  - 0 觀音觀音交流道
  - 5 觀音一觀音一交流道

### 市道
- 市道112號
- 市道115號

### 公車
- 桃園客運觀音站
  - L512愛心福利專車長庚B線（觀音、高鐵桃園站到長庚）
  - L513愛心福利專車長庚C線（白玉、藍埔到高鐵桃園站）
  - L515愛心福利專車長庚D線

（埔頂、觀音工業區、草漯到高鐵桃園站）
- - L516免費公車草漯線
  - L516A免費公車草漯線延駛高鐵桃園站
  - L516B免費公車草漯線延駛觀音高中
  - L517免費公車新坡線
  - L517免費公車新坡線延駛蘭亭集序社區
  - 5032中壢-新屋-石橋-觀音
  - 5033中壢-新屋-保生-觀音
  - 5039中壢-觀崁（先進觀音、永安）
  - 5039中壢-崁觀（先進新屋、永安）
  - 5040桃園-大園-草漯-觀音
  - 5040A桃園-大園-草漯-觀音（繞駛大園國中）
  - 5040B桃園-大園-草漯-觀音（繞駛開南大學）
  - 5041中壢-觀音工業區-白玉-觀音
  - 5042中壢-新坡-觀音
  - 5043中壢-草漯-樹林新村-觀音工業區
  - 5043A中壢-草漯-樹林新村-觀音工業區（延駛回觀音）

### 輕便軌道
觀音區曾有輕便軌道的舖設，目前均已拆除，而當年的輕便軌道是由中壢軌道公司經營，共有二條路線分別如下:224：
- 中壢－觀音：1918年營運，1953年廢除
- 新坡－草漯：1918年營運，1935年廢除

### 自行車租賃系統
桃園市公共自行車租賃系統至2020年7月，在觀音區設有4站：
- 觀音高中
- 觀音國小
- 觀音中興停車場
- 觀音區棒壘球場

## 旅遊
觀音區每年夏天會舉辦蓮花季，2017年經行政院農業委員會公告劃定「觀音蓮花園休閒農業區」，配合觀音區蓮花產業、蓮花農場、休閒農場及古厝等農村景點進行整體規劃及行銷。

### 景點
- 草漯沙丘地質公園
- 觀音海水浴場
- 觀音藻礁
- 白沙岬燈塔：1901年啟用（全臺第二高的燈塔）
- 觀音鉤漕陂生態園區（桃園大圳第8-2號池）：位於崙坪里
- 觀音蓮花池：位於市中心東側，是清領時期農民為灌溉而開挖的埤塘
- 觀音蓮花園休閒農業區
  - 林家古厝休閒農場
  - 吳厝楊家莊
  - 蓮荷園農場
  - 青林農場
  - 向陽農場
- 漢聲廣播電台光華之聲觀音分台：光華之聲在觀音區設有一分台
- 7-Eleven千塘門市

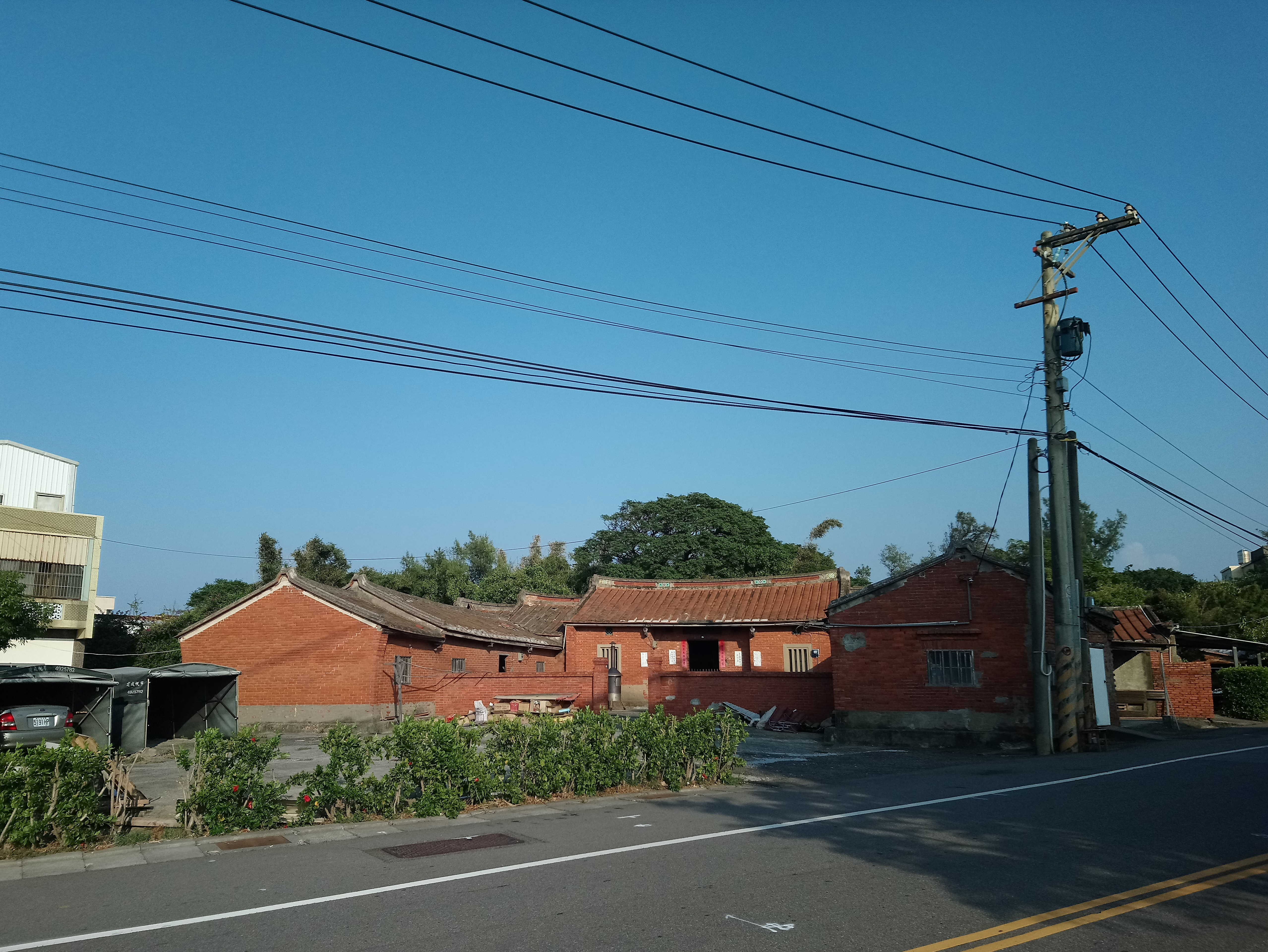
白玉里的三合院
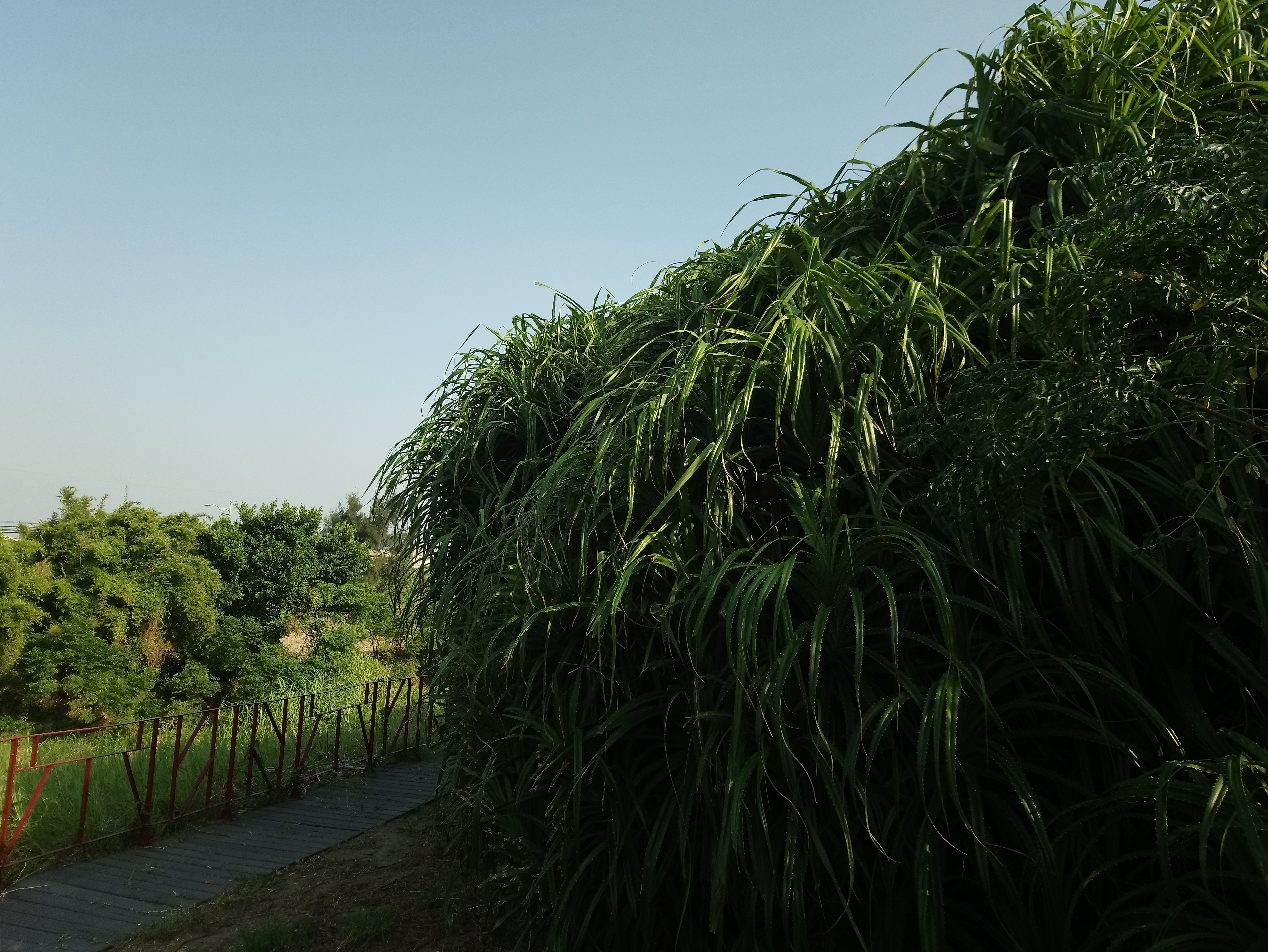
觀音里的林投

## 外部連結
- 觀音區公所 （页面存档备份，存于）
- 觀音區公所的Facebook專頁
- YouTube上的觀音小編頻道